# Rat der Republik (Belarus)
Der Rat der Republik (belarussisch Савет Рэспублікі Sawjet Respubliki, russisch Совет Республики Sowjet Respubliki), in vollständiger Bezeichnung Rat der Republik der Nationalversammlung der Republik Belarus (belarussisch Савет Рэспублікі Нацыянальнага сходу Рэспублікі Беларусь Sawjet Respubliki Nazyjanalnaga schody Respubliki Belarus, russisch Совет Республики Национального Собрания Республики Беларусь Sowjet Respubliki Nazionalnogo Sobranija Respubliki Belarus), ist das Oberhaus im Zweikammersystem von Belarus. Es befindet sich in der Hauptstadt Minsk.
Der Rat der Republik besteht aus 64 Mitgliedern, die durch die sechs Oblaste und die Stadt Minsk bestimmt werden, die jeweils 8 Mitglieder entsenden. Weitere 8 Mitglieder werden vom Präsidenten nominiert. 
Das Repräsentantenhaus bildet die 2. Kammer (Unterhaus) der Nationalversammlung.

## Wahlen
Die letzte Wahl fand am 7. November 2019 statt. 

## Vorsitzender
- Pawel Schypuk: 13. Januar 1997 – 19. Dezember 2000
- Aljaksandr Wajtowitsch: 19. Dezember 2000 – 28. Juli 2003
- Henads Nawizki: 28. Juli 2003 – 31. Oktober 2008
- Barys Batura: 31. Oktober 2008 – 20. Mai 2010
- Anatol Rubinau: 24. Mai 2010 – 16. Januar 2015
- Michail Mjasnikowitsch: 16. Januar 2015 – 6. Dezember 2019
- Natallja Katschanawa: seit 6. Dezember 2019